# Israel Finkelstein
Israel Finkelstein (nascut el 1949 a Pétah Tiqvà, Israel), és un arqueòleg i acadèmic jueu. En l'actualitat és professor d'Arqueologia (Edat de Bronze i Edat del Ferro) a la Universitat de Tel-Aviv i és també el codirector de les excavacions a Meguidó al nord d'Israel. Anteriorment va exercir com a Director de l'Institut d'Arqueologia Sonia i Marco Nadler de la Universitat de Tel-Aviv 1996-2002. El 2005 va rebre el Premi Dan David.
Nascut a Pétah Tiqvà, va completar els seus estudis a la Universitat de Tel-Aviv, per escriure la seva tesi doctoral sobre les excavacions d'Izbet Sartah, pel que va ser també el director de camp.
Finkelstein i Neil Asher Silbermann són els autors de l'obra "La Bíblia desenterrada: una nova visió arqueològica de l'antic Israel i dels orígens dels seus textos sagrats", i de "David i Salomó: a la recerca dels reis sagrats de la Bíblia i de les arrels de la tradició occidental".

## Obra
- David y Salomón : en busca de los reyes sagrados de la Biblia y de las raíces de la tradición occidental. 2007
- The quest for the historical Israel :debating archaeology and the history of Early Israel : invited lectures delivered at the Sixth Biennial Colloquium of the International Institute for Secular Humanistic Judaism, Detroit, October 2005. 2007
- La Biblia desenterrada :una nueva visión arqueológica del antiguo Israel y de los orígenes de sus textos sagrados. 2003
- Highlands of many cultures :the southern Samaria survey : the sites. 1997
- Living on the Fringe. Archaeology and History of the Negev, Sinai and Neighbouring Regions in the Bronze and Iron Ages. 1995
- Shiloh :the archaeology of a biblical site. 1993
- The archaeology of the Israelite settlement. 1988
- Izbert Sartah :an early iron age site near Rosh Hacayin, Israel. 1986